# Euclidiodes aurea
Euclidiodes aurea là một loài bướm đêm trong họ Geometridae.